# Jus exclusivae
Jus exclusivae (tiếng Latin có nghĩa là "quyền loại trừ"; đôi khi được gọi là quyền phủ quyết giáo hoàng) là quyền được một số quân chủ Công giáo ở châu Âu tuyên bố phủ quyết một ứng cử viên cho chức Giáo hoàng. Mặc dù chưa bao giờ được Giáo hội Công giáo chính thức công nhận, các quân chủ của Pháp, Tây Ban Nha và Áo đã tuyên bố quyền này vào nhiều thời điểm khác nhau, thông báo cho một mật nghị Hồng y, thông qua một hồng y vương quyền đại diện cho họ để truyền thông điệp rằng họ phản đối một ứng cử viên cụ thể nào đó cho vị trí Giáo hoàng.

## Lịch sử ban đầu
Quyền mà các Hoàng đế Byzantine và Đế chế La Mã Thần thánh thực hiện để xác nhận việc bầu Giáo hoàng, lần cuối cùng được thực hiện vào đầu thời Trung cổ, dường như không liên quan đến yêu sách pháp lý hiện đại ban đầu về jus exclusivae của Đế chế La Mã Thần thánh, Pháp và Tây Ban Nha. Giáo hoàng Pius IV, trong sắc lệnh In Elgidendis (1562), đã loại trừ sự ủng hộ chính thức của Giáo hội đối với các quyền như vậy và các can thiệp bên ngoài vào mật nghị. Nó đã bị cấm rõ ràng vào năm 1904 với sắc lệnh Commissum Nobis của Giáo hoàng Pius X.
Vào thế kỷ XVII, các chuyên luận bảo vệ quyền này lần đầu tiên xuất hiện. Đáng chú ý là nó đã được cả Tây Ban Nha và Pháp viện dẫn vào năm 1644. Tây Ban Nha đã sử dụng nó để loại trừ cuộc bầu cử Giulio Cesare Sacchetti, trong khi Pháp đã phủ quyết cuộc bầu cử Giovanni Battista Pamphili (người trở thành Giáo hoàng Innocent X).
Tại Mật nghị Hồng y 1846, Thủ tướng Áo là Thân vương Klemens von Metternich đã giao phó quyền phủ quyết của Đế quốc Áo đối với Hồng y Giovanni Maria Mastai-Ferretti cho Hồng y Carlo Gaetano Gaisruck, Tổng giám mục Milan, người đã đến quá muộn để chuyển lời phủ quyết. Mastai-Ferretti đã đắc cử với phong hiệu là Giáo hoàng Pius IX và tại vị trong gần 32 năm.